# Erasmus von Handel

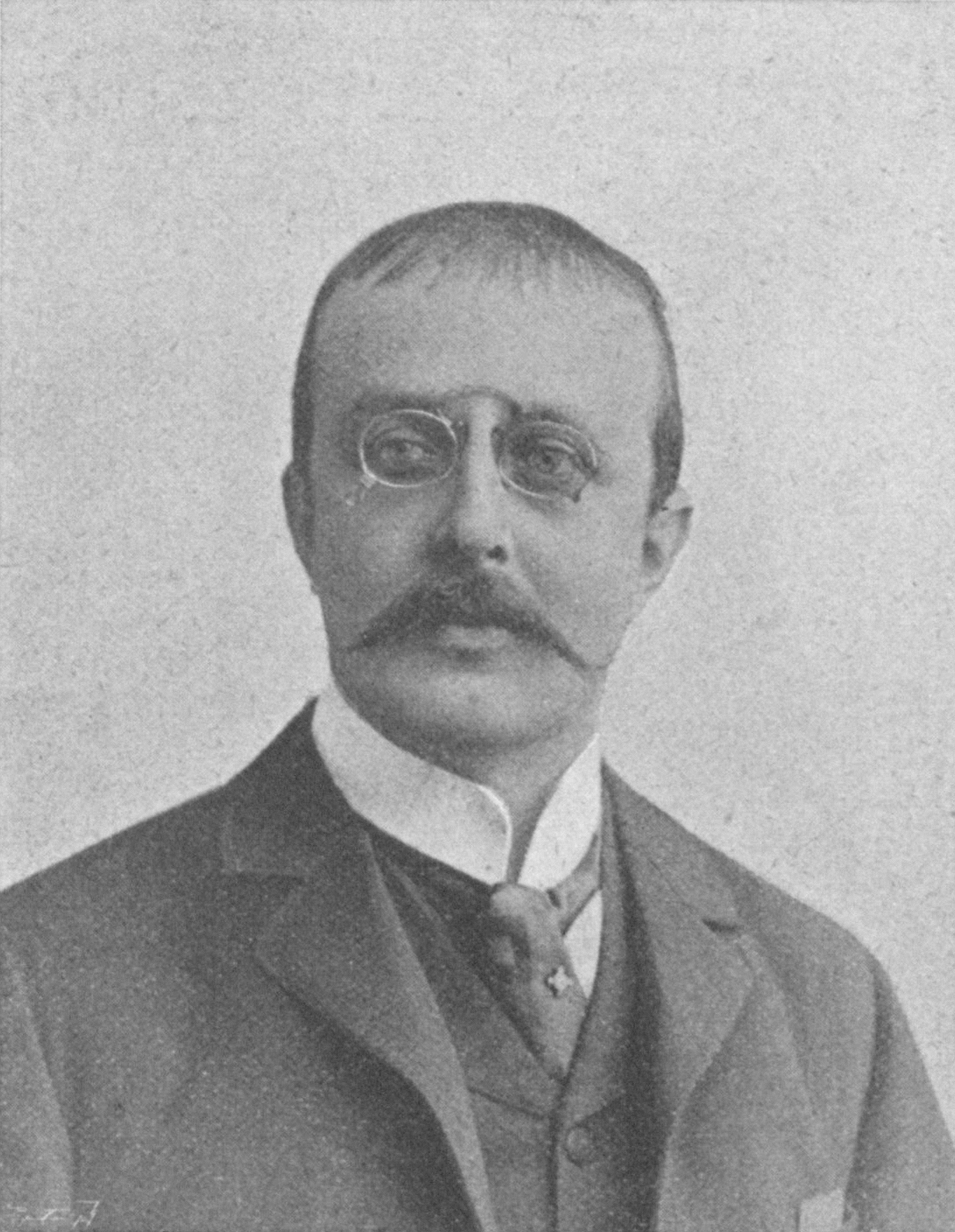
Erasmus Freiherr von Handel (Hof-Atelier Adèle, um 1900)

Erasmus Sigmund Hugo Freiherr von Handel (* 1. oder 2. Juni 1860 auf Schloss Mirskofen bei Landshut, Bayern; † 6. Juni 1928 in Parsch) war ein österreichischer Beamter und Politiker.

## Herkunft
Seine Eltern waren Sigmund Eduard von Handel (* 25. März 1812; † 3. Juni 1887) und dessen Ehefrau Amalie von Deroy (* 23. Februar 1836).

## Lebenslauf
Erasmus von Handel besuchte das Theresianische Gymnasium in Wien und studierte dann Jura an der Universität Wien. Er trat 1882 als Beamter bei der Statthalterei Triest in den Staatsdienst und wechselte 1889 in das Ministerium des Inneren. Von 1902 bis 1905 war er Statthalter im Königreich Dalmatien, von 1905 bis 1916 Statthalter von Oberösterreich. 1916/17 war er Innenminister, ab 1917 war er Mitglied des Herrenhauses. 1917/18 war er wieder Statthalter von Oberösterreich, 1918/19 Mitglied der Provisorischen Landesversammlung.
Erasmus von Handel heiratete am 24. April 1897 die Freiin Elisabeth von Handel (* 12. April 1874). Das Paar hatte zwei Kinder:
- Hans Franz Sigmund Anton Erasmus (* 16. September 1898)
- Elisabeth Maria Amalie Therese (* 19. September 1899)

## Ehrungen
- Geheimer Rat (1902)
- Großkreuz des Franz-Joseph-Ordens (1908)
- Großkreuz des königlich großbritannischen Victoria-Ordens (1908)
- Orden der Eisernen Krone I. Klasse (1916)
- Kriegskreuz für Zivilverdienste I. Klasse
- Ehrenzeichen des Roten Kreuzes
- Ehrenbürger von Linz, Eferding, Grieskirchen, Hallstatt und Vöcklamarkt.